# 藤田憲一
藤田 憲一（ふじた けんいち、1970年〈昭和45年〉8月3日 - 2006年〈平成18年〉10月12日）は、香川県高松市出身の実業家。
インターネット黎明期だった2000年代に大手女性サイトやポータルサイトを企画運営。
余命宣告を受けてからも、自身のガンについて理解を深め、治療を選択。福岡徳洲会病院などで医師・看護師に向けてインターネットで情報が取得できる時代の患者についての向き合い方や自身の病気に対する考え方を講演して回った。

## 闘病
2004年7月に胃の痛みから検査を受けたところガンが発見され、手術後5年生存率20％以下のスキルス胃がんのため8月に胃を全摘出。
2005年12月、株式会社nciを買収し代表取締役社長に就任。ガンが再発し、2006年1月23日に余命1年以内(早ければ3か月)と診断される。
2006年4月7日、腹部の痛みから検査を受け医師から病状の悪化が告げられ、効果的な抗がん剤も見つからず積極治療から緩和ケアを勧められる。
2006年6月6日、Amebaで自身の闘病ブログ「銀座ではたらく社長blog～最後の事業計画～」、
ヤプログ!(GMO)ではプライベート編として「毎日が最後の晩餐！　～天王洲に住んでる社長のｂｌｏｇ」、
ライブドアブログでは闘病編として「病気とたたかう社長ｂｌｏｇ　～台場に通院（たまに入院）社長ｂｌｏｇ」も同時に開設。
2006年7月3日、TBS系「筑紫哲也NEWS23」(マンデープラス)で30分の特集が組まれた。取材を担当したのはデスクの赤阪徳浩。
2006年8月18日、福岡徳洲会病院で医師・看護師向けの教育講演会で登壇。
医師・看護師だけが治療の責任を負うのではなく、患者の治療選択における自己責任という考え方を伝えた。
2006年9月2日、「命で<描きたい>ものは何ですか」をテーマに香川県県民ホール、9月16日愛媛大学で講演。
2006年10月12日午後2時22分、永眠。
2006年12月に「筑紫哲也NEWS23年末スペシャル」の見届けたシーンが追加された再編集版が放送され、YouTube上(TBS News DIG Powered by JNN)で36分41秒の動画視聴ができる。

## 著書
- 『驚くほどマーケティングが身につく本: 恋愛で覚える/恋愛に使える』(2001年9月1日、中央経済グループパブリッシング)
- 『図解よくわかるCRM: CRMはITではない、コミュニケーションだ』(2001年11月1日、日刊工業新聞社)
- 『テレマティクス』(2002年11月16日、日刊工業新聞社)
- 『金持ち兄さんの王道: 専門家をカモにする人・される人』(2003年4月1日、講談社)
- 『「顧客の声」は本当にビジネスに役立つのか?』(編集、2004年3月3日、中央経済社)
- 『トコトンやさしいCRMの本』(2004年4月1日、日刊工業新聞社)
- 『投資される女になるための99のウラ技 愛される「プチ悪女」のすすめ』(監修、2005年9月10日、ゴマブックス)
- 『末期ガンになったIT社長からの手紙』(2006年6月10日、幻冬舎)